# Tanjug
Tanjug ("Telegrafisch Agentschap van Nieuw Joegoslavië", Servisch: Телеграфска Агенција Нове Југославије) was een Joegoslavisch en nu Servisch persbureau. Het werd opgericht op 5 november 1943 en is gevestigd in Belgrado. 